# خوزه دا چیسائو
خوزه دا چیسائو (انگلیسی: José da Conceição; ۲۳ مهٔ ۱۹۳۱ – ۱۸ اکتبر ۱۹۷۴) دونده، و ورزشکار دو و میدانی اهل برزیل بود.